# Scientia potentia est

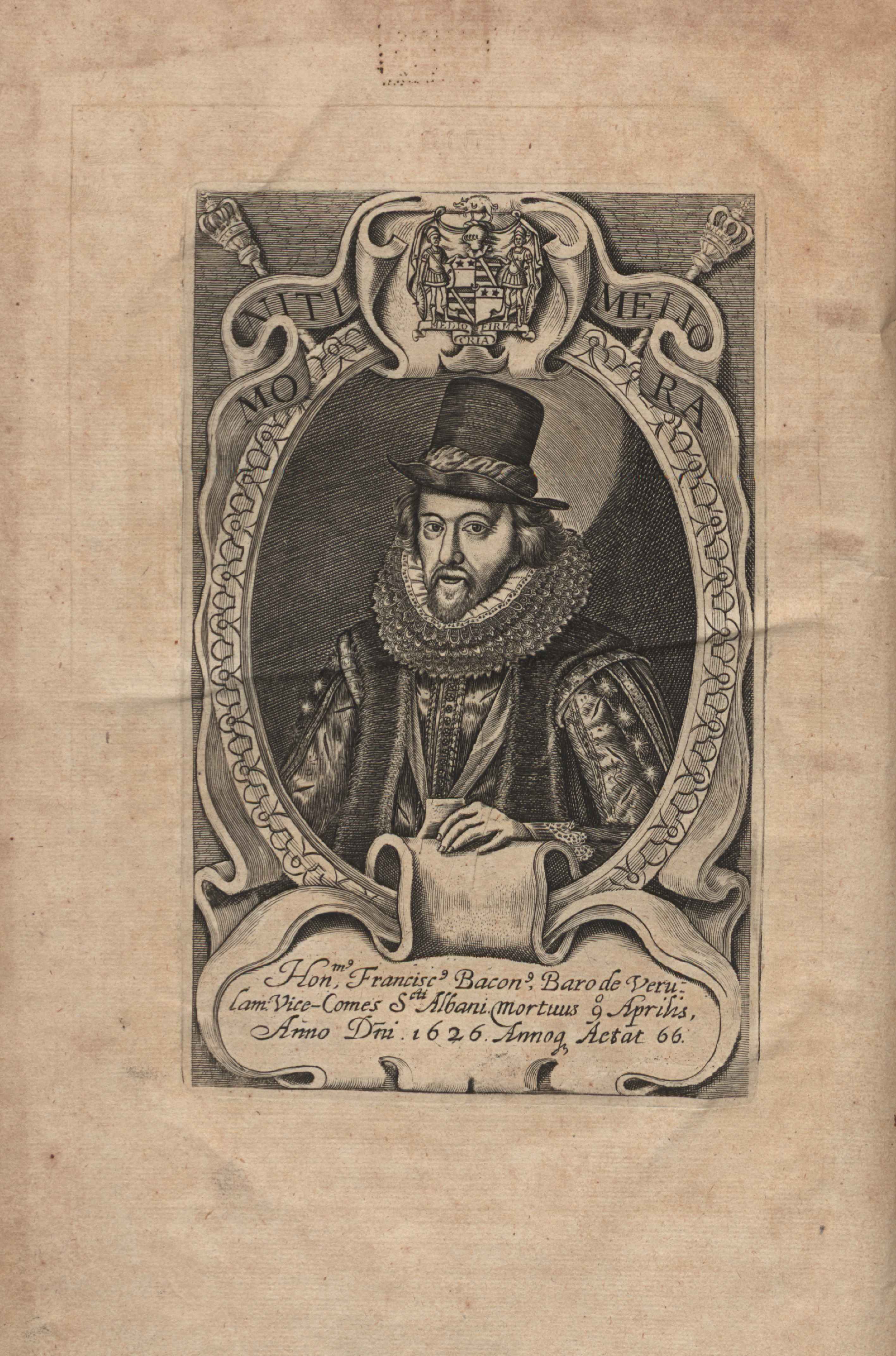
Sir Francis Bacon, "nam te ipsa scientia potestas est". Meditationes Sacrae (1597).

La frase scientia potentia est (o scientia est potentia) es un aforismo latino con el significado de "la ciencia es poder ", es decir: el conocimiento fundamentado de una disciplina es el requisito previo para utilizarla al máximo. Se suele atribuir a Francis Bacon, que en sus Meditationes sacrae de 1597 había escrito "nam te ipsa scientia potestas est" ("puesto que la ciencia en sí misma es poder"), aunque con un significado diferente al actual.

## Atribución
La versión actual de la frase (scientia potentia est) se atribuye a Thomas Hobbes, que en su juventud había sido secretario de Bacon. En su obra De Homine (1658) Hobbes escribe:
| (Latín) "Scientia potentia est, sed parva; quia scientia egregia rara est, nec proinde apparens nisi paucissimis, et in paucis rebus. Scientiae enim ea natura est, ut esse intelligi non possit, nisi ab illis qui sunt scientia praediti". | (Español) “El conocimiento es poder, pero es un poder pequeño, porque el conocimiento que importa es raro, solo se muestra muy poco y en muy pocas cosas. La naturaleza del conocimiento [auténtico, Ed ] es de hecho tal que no puede ser captada excepto por aquellos que están predispuestos ". |
| ( Thomas Hobbes, De Homine, X;) | |

توانا بود هر که دانا بود / ز دانش دل پیر برنا بود Tavânâ bovad har ke dânâ bovad / ze dânesh dele pir, bornâ bovad (Ferdowsi, 940-1020)
Quien tiene sabiduría es poderoso (quien tiene sabiduría es capaz de todo) / gracias al conocimiento, hasta una persona mayor tiene una mente joven.
El significado popular se puede remontar a un proverbio hebreo que figura en el Libro de los Proverbios, capítulo 24, verso 5:
| ( Heb ) «בֶר - חָכָם בַּעוֹז; וְאִישׁ - דַּעַת, מְאַמֶּץ - כֹּחַ, " | ( Español ) "Un hombre sabio vale más que uno de fuerte, un hombre sabio vale más que uno de vigoroso". |
| ( La Santa Biblia, Pvb, 24,7;)                   | |